# Chlap na střídačku
Chlap na střídačku je česká filmová komedie režiséra Petra Zahrádky. Film pojednává o učitelce houslí Zuzaně, která přijde na to, že jí je její muž Jiří nevěrný. Zuzana se rozhodne navštívit Jiřího milenku Lenku a dohodnout se s ní na tom, že budou mít obě Jiřího ve střídavé péči. V hlavních rolích se objevili Jiří Langmajer, Ivana Chýlková a Lucie Žáčková. Premiéra filmu v českých kinech proběhla 13. února 2020.
Děj filmu kopíruje francouzskou komedii Garde alternée z roku 2017 režisérky a scenáristky Alexandra Leclère. Leclère je v závěrečných titulcích filmu uvedena jako scenáristka, Zahrádka pak jako úpravce scénáře. Nicméně v propagačních materiálech k filmu se žádná souvislost s původním francouzským filmem nezmiňuje a jméno Leclère v nich nefiguruje.  Český film kopíruje většinu scén z francouzského originálu, kromě toho se nápadně podobají i plakáty obou filmů.
Martin Kubišta, mluvčí producenta a distributora filmu Bohemia Motion Pictures, se k záležitosti vyjádřil těmito slovy: „Film je český remake francouzského snímku. Distributor jej zakoupil od producentů na základě jeho zhlédnutí na festivalu. Petr Zahrádka se podílel na jeho adaptaci, úpravě dialogů, zkrátka převedení do českého prostředí, jakkoli původní francouzský snímek předtím sám neviděl.“

## Obsazení
| Jiří Langmajer    | Jiří, docent literatury                             |
| Ivana Chýlková    | Zuzana, Jiřího manželka a učitelka houslí           |
| Lucie Žáčková     | Lenka, Jiřího milenka a provozovatelka knihkupectví |
| Iva Janžurová     | Anežka, Zuzanina matka                              |
| Pavel Nový        | Ladislav, Zuzanin otec                              |
| Martin Pechlát    | Michal, kolega a kamarád Jiřího                     |
| Andrej Polák      | František, Lenčin kolega z knihkupectví             |
| Karolína Lipowská | Jiřina, dcera Jiřího a Zuzany                       |
| Oliver Vyskočil   | Tonda, syn Jiřího a Zuzany                          |
| Tereza Taliánová  | Klára, kamarádka Jiřiny                             |
| Robert Mikluš     | Luboš, muž v baru                                   |
| Dagmar Čárová     | lékařka záchranné služby                            |

## Přijetí
Čeští filmoví kritici film přijali vesměs negativně. 
Věra Míšková v recenzi pro Právo dala filmu hodnocení 0 %, dále konstatovala, že Chlap na střídačku je „obludně špatný film“ a že „dno, na němž leží Chlap na střídačku, už nemá kam klesat“. Mojmír Sedláček v recenzi pro server MovieZone konstatoval, že „na střídačku si sednul hlavně dobrý vkus“ a že je divákům při sledování filmu nepříjemně. František Fuka film ohodnotil 20 % a zejména kritizoval špatný scénář, nelogičnost chování postav a nevěrohodnost celého filmu. Mirka Spáčilová filmu udělila hodnocení 0 %, film nazývá „nestydatostí“ a na konci své recenze glosuje: „než platit za nestydatost, raději peníze za vstupenku spálit“.
Naopak kritik Kamil Fila v recenzi pro Aktuálně.cz konstatuje, že film jde proti trendu českých komedií, je osvěživý a rovněž se vyhýbá stereotypům o ženách a mužích.